# Yaghi-Șiian
Yaghi-Șiian, cunoscut și ca Yaghi-Shiyan (n. secolul al XI-lea – d. 2 iunie 1098, Antakya, Turcia) a fost un conducător turcic din secolul al XI-lea. A fost o figură importantă a primei Cruciade.

## Guvernator
În anii 1080, majoritatea Anatoliei și Siriei erau conduse de două rude ale sultanului selgiuc, Malik-Șah I; Anatolia era condusă de Suleiman, vărul sultanului, și Siria de Tutuș I, fratele sultanului. Între cele două regiuni, mai există încă fortăreața bizantină Antiohia (Antakya) și ambii domnitori încercau să captureze orașul.
Suleiman a reușit să cucerească orașul de la bizantini în 1085 în numele lui Malik, iar Yaghi-Șiian a fost numit guvernator al orașului de către sultan în anul următor.
Șahul a murit în 1092, iar succesorul său Tutuș ia acordat lui Yaghi-Șiian mai multe teritorii cu orașele Manbij și Turbessel. Când Tutuș a murit în 1095, fiii săi, Ridwan și Dukak, au luptat pentru controlul Siriei, Alepului și Damascului. Yaghi-Șiian, guvernatorul orașului din apropiere, a devenit adânc implicat în lupta pentru putere care a urmat în Siria. Deși inițial a colaborat cu Ridwan pentru a cuceri Edessa în anul 1096, anul viitor și-a schimbat poziția și l-a sprijinit pe Dukak împotriva lui Ridwan și a aliatului său, Sukman⁠(en)[traduceți] al Artuchizilor. Însă armata sa a fost învinsă, fiind nevoit să accepte supremația lui Ridwan.
Mai târziu, în 1097, Ridwan s-a certat cu atabegul său, Janah ad-Dawla, cu care Yaghi-Șiian avea o vendetă personală, acesta devenind mai receptiv la o alianță. Acest lucru a fost completat prin căsătoria fiicei sale cu Ridwan. Cei doi au fost pe punctul de a ataca Shaizarul când sosesc știrile despre sosirea primelor cruciați, astfel că toate părțile s-au retras în orașele lor pentru a se pregăti pentru atacurile viitoare.

## Prima cruciadă
Când a parvenit vestea despre sosirea armatei cruciate care se apropia de Antiohia, Yaghi-Șiian a încercat să formeze un front unit pentru apărarea orașului. Dar din cauza neînțelegerilor dintre guvernatorii selgiucizi și anarhia după moartea lui Malik-Șah, el a primit foarte puțin sprijin. Sukman, al cărui principat era departe spre est și departe de calea cruciadelor, a refuzat să îl ajute pe Yaghi-Șiian. Chiar și Ridwan, al cărui domenii erau alături de Antiohia, a trimis doar un număr mic de trupe. Potrivit lui David Nicolle, neîncrederea reciprocă dintre Yaghi-Șiian și Ridwan a influențat prima cruciadă.
În timpul iernii din anii 1097–1098, Antiohia a fost asediată de cruciați, iar Yaghi-Șiian a căutat ajutor de la Dukak. El a trimis frecvent chemări împotriva taberei creștine și a atacat rutele de alimentare cruciate. Yaghi-Șiian știa de la informatorii săi că existau disensiuni între creștini; atât Raimond de Toulouse, cât și Boemund de Taranto doreau orașul pentru ei înșiși. În timp ce Boemund a fost plecat după provizii pe 29 decembrie 1097, Raimond a atacat, dar a fost împins de trupele lui Yaghi-Șiian. La 30 decembrie, întăririle de la Dukak au fost înfrânte de armata lui Boemund și s-au retras în Homs.
Abia după începutul asediului, Ridwan a decis să părăsească Alepul și să-i provoace pe cruciați. Armata lui Ridwan a fost înfrântă într-o bătălie care a avut loc la 8-9 februarie 1098. În timp ce armata cruciaților era departe de zidurile orașului luptând cu Ridwan, Yaghi-Șiian a pornit pentru ai ataca soldații rămași pentru a apăra tabăra, dar și el a fost împins când cruciații victorioși s-au întors. În luna martie, Yaghi-Șiian i-a atacat cruciații care aduceau lemn și alte materiale înapoi din portul Sf. Simeon; când tabăra cruciaților din Antiohia a auzit că Raimond și Boemund „au fost uciși”, a existat o confuzie în masă și Yaghi-Șiian a atacat restul armatei lui Godfrey de Bouillon. Boemund și Raimond s-au întors repede și Yaghi-Șiian a fost împins încă o dată înapoi în oraș.
În acest moment guvernatorul a apelat la Kerbogha din Mosul pentru ajutor. Cruciații știau că trebuie să ia orașul înainte ca armatele lui Kerbogha să ajungă. Boemund a negociat în secret cu una dintre gărzile lui Yaghi-Șiian, un convertit armean pe nume Firouz, care pe 3 iunie i-a ajutat pe oamenii lui Boemund să deschidă porțile orașului, cruciaților.
În noaptea de 3 iunie 1098, cruciații au intrat în oraș; Yaghi-Șiian a fugit cu garda sa, în timp ce fiul său a rămas în urmă pentru a apăra cetatea. În timpul scăpării sale, Yaghi-Șiian a căzut din calul său și, în timp ce gardienii lui nu l-au mai putut transporta pe guvernatorul rănit, l-au lăsat pe pământ și au plecat fără el. El a fost găsit de un armean care ia tăiat capul și la trimis drept dar lui Boemund.